# Дело трезвых скоморохов
«Де́ло тре́звых скоморо́хов» — пятая книга Андрея Белянина из цикла «Тайный сыск царя Гороха».

## Сюжет
Царь Горох женился! Его избранницей стала австрийская принцесса Лидия Адольфина Карпоффгаузен. Приученная к немецкому порядку, царица Лидия ввела в Лукошкино нововведения: каждому обвиняемому положен адвокат, арестовать или просто задержать кого бы то ни было надо теперь строго соблюдая законность. И царица даже планирует ввести суд присяжных. Рядом с такой деятельной государыней, самому Гороху делать нечего, и он от тоски запил, а затем попросился к Ивашову в опергруппу простым стрельцом. У самого сыскного воеводы, лукошкинского участкового, лейтенанта милиции Никиты Ивановича Ивашова в связи с нововведениями царицы Лидии Адольфины забот прибавилось. А тут ещё Митька, младший сотрудник отделения, запросился в отпуск к маменьке, в деревню Подберёзовка. А в Лукошкино приехал с гастролями настоящий цирк. И сразу стали происходить странные события: одна за другой бесследно исчезли три девушки, причём их отрубленные косы какие-то неизвестные личности подбросили в отделение милиции, и не куда-нибудь, а прямо к Митьке за пазуху. При зрелом размышлении, Никита и Баба Яга (незаменимая эксперт-криминалист отделения) решили, что кроме циркачей это дело провернуть некому. К их мнению присоединился и сотник Еремеев, только против циркачей у опергруппы не было никаких улик. Но, что самое интересное, все циркачи, как на подбор, оказались ярыми трезвенниками. А тут ещё по городу распространились странные конфетки: карамельный горох, напичканный наркотиком. Тогда у Бабы Яги возник план внедрить в цирк своего тайного агента — художника-авангардиста Савву Новичкова. Причём бабка ухитрилась провернуть всё это так, что сам Новичков и не подозревал, что он — агент.

## Персонажи
- Никита Иванович Ивашов — лейтенант милиции, сыскной воевода и участковый уполномоченный Лукошкина, начальник лукошкинского отделения милиции.
- Баба Яга — эксперт-криминалист по части колдовства и магии, квартирная хозяйка Ивашова.
- Дмитрий Лобов — младший сотрудник милиции.
- Царь Горох — царь Лукошкина.
- Лидия Адольфина Карпоффгаузен — царица Лукошкина, жена Гороха.
- Фома Силыч Еремеев — сотник, командир сыскной сотни стрельцов.
- Филимон Митрофанович Груздев — думский дьяк, самое скандальное лицо в Лукошкине.
- Савва Новичков — художник-авангардист.
- Кощей Бессмертный — злодей, криминальный авторитет Лукошкина.
- Олёнушка — бесовка, собственность Кощея.
- Труссарди — директор цирка.